# Heves
Heves är en stad i provinsen Heves i norra Ungern med 10 111 invånare (2019).

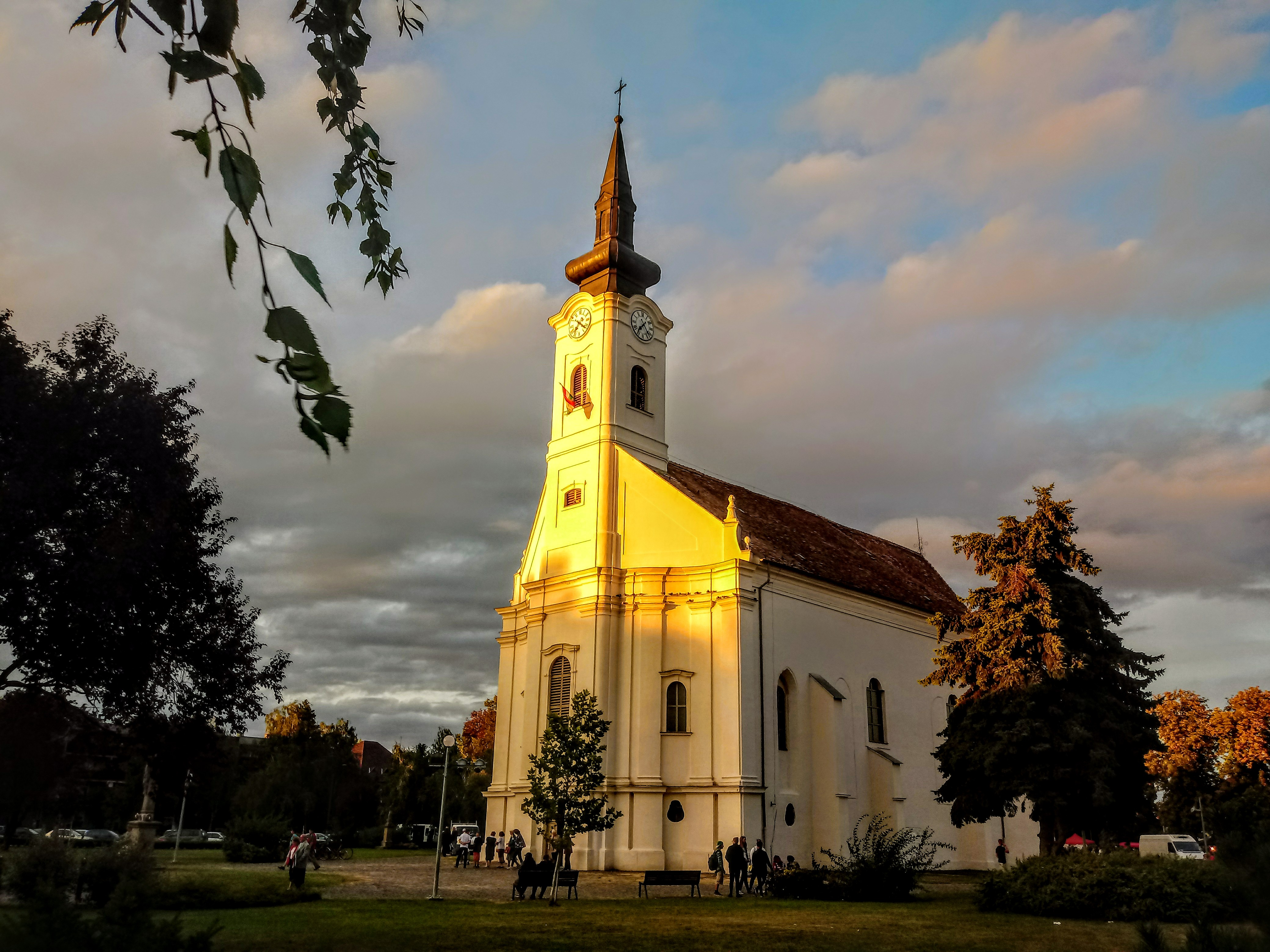
Romersk-katolska kyrkan i Heves.